# Osmund del Sussex
Osmund (...) fu re de Sussex e sembra aver regnato insieme a Oswald, Ælfwald e Oslac dal 760 al 772.
Secondo le Cronache anglosassoni, versione D, Osmund era già sul trono del Sussex quando l'arcivescovo Cuthbert morì nel 760. Egli compare in alcuni documenti del 762 o 765 del 770 e del 772. e dall'ultimo si può evincere che egli fu declassato da sovrano a earl dopo la conquista del Sussex da parte di Offa di Mercia.